# Gonionemus depressus
Gonionemus depressus är en nässeldjursart som beskrevs av Shoji Goto 1903. Gonionemus depressus ingår i släktet Gonionemus och familjen Olindiasidae. Inga underarter finns listade i Catalogue of Life.